# ATXN7L3
ATXN7L3 (англ. Ataxin 7 like 3) – білок, який кодується однойменним геном, розташованим у людей на 17-й хромосомі. Довжина поліпептидного ланцюга білка становить 347 амінокислот, а молекулярна маса — 38 651.
| 10         |  | 20         |  | 30         |  | 40         |  | 50         |
| ---------- |  | ---------- |  | ---------- |  | ---------- |  | ---------- |
| MKMEEMSLSG |  | LDNSKLEAIA |  | QEIYADLVED |  | SCLGFCFEVH |  | RAVKCGYFFL |
| DDTDPDSMKD |  | FEIVDQPGLD |  | IFGQVFNQWK |  | SKECVCPNCS |  | RSIAASRFAP |
| HLEKCLGMGR |  | NSSRIANRRI |  | ANSNNMNKSE |  | SDQEDNDDIN |  | DNDWSYGSEK |
| KAKKRKSDKN |  | PNSPRRSKSL |  | KHKNGELSNS |  | DPFKYNNSTG |  | ISYETLGPEE |
| LRSLLTTQCG |  | VISEHTKKMC |  | TRSLRCPQHT |  | DEQRRTVRIY |  | FLGPSAVLPE |
| VESSLDNDSF |  | DMTDSQALIS |  | RLQWDGSSDL |  | SPSDSGSSKT |  | SENQGWGLGT |
| NSSESRKTKK |  | KKSHLSLVGT |  | ASGLGSNKKK |  | KPKPPAPPTP |  | SIYDDIN    |

A: Аланін

C: Цистеїн

D: Аспарагінова кислота

E: Глутамінова кислота

F: Фенілаланін

G: Гліцин

H: Гістидин

I: Ізолейцин

K: Лізин

L: Лейцин

M: Метіонін

N: Аспарагін

P: Пролін

Q: Глутамін

R: Аргінін

S: Серин

T: Треонін

V: Валін

W: Триптофан

Кодований геном білок за функціями належить до активаторів, регуляторів хроматину, фосфопротеїнів. 
Задіяний у таких біологічних процесах, як транскрипція, регуляція транскрипції, альтернативний сплайсинг. 
Білок має сайт для зв'язування з іонами металів, іоном цинку. 
Локалізований у ядрі.